# Меморіальний комплекс жертвам Голодомору 1932–1933 років (Миколаїв)
Меморіальний комплекс жертвам Голодомору 1932—1993 років — меморіальний комплекс у Миколаєві, присвячений жертвам геноциду українського народу, організованого керівництвом ВКП та урядом СРСР у 1932—1933 роках шляхом створення штучного масового голоду. Відкритий у 1993 році. Пам'ятка історії місцевого значення.

## Історія
Монумент, встановлений вже після проголошення незалежності України, розташовується на перехресті вулиць Херсонське шосе та Кругової. 12 вересня 1993 року, до 60-ї річниці трагедії, було урочисто встановлено і освячено пам'ятний знак — хрест, виготовлений з дерева, подарований організацією «Просвіта» Сокальського району Львівської області. На меморіальній табличці було викарбовано напис «Жертвам голодомору 1932—1933 рр. на Миколаївщині». Довгий час хрест залишався єдиним пам'ятником жертвам Голодомору 1932—1933 років у Миколаєві.
Розпорядженням Миколаївської обласної державної адміністрації від 8 вересня 1999 року № 556-р пам'ятний знак включений до державного переліку пам'яток історії місцевого значення.
У 2003 році була проведена повна реконструкція і ремонт монумента. В той же час було створено сквер навколо нього. Меморіал являє собою високу стелу, на вершині якої встановлено хрест, увінчаний терновим вінком. Під хрестом знаходиться кілька дзвонів, що сповіщають всьому світу про страшну трагедію, яка сталася в Україні. Висота пам’ятного знака — 15 метрів. Головна конструкція та хрест — зі сталі, терновий вінок — із алюмінію, дзвони — із бронзи.
Повторно реконструйований у 2008 році. Тоді були проведені роботи щодо благоустрою території навколо пам’ятного знака та облицювання гранітною плиткою підпірної стіни насипного пагорбу.
У 2020 році до меморіалу як його частина увійшли 6 меморіальних дошок з шліфованого граніту, встановлених навколо головного монументу.

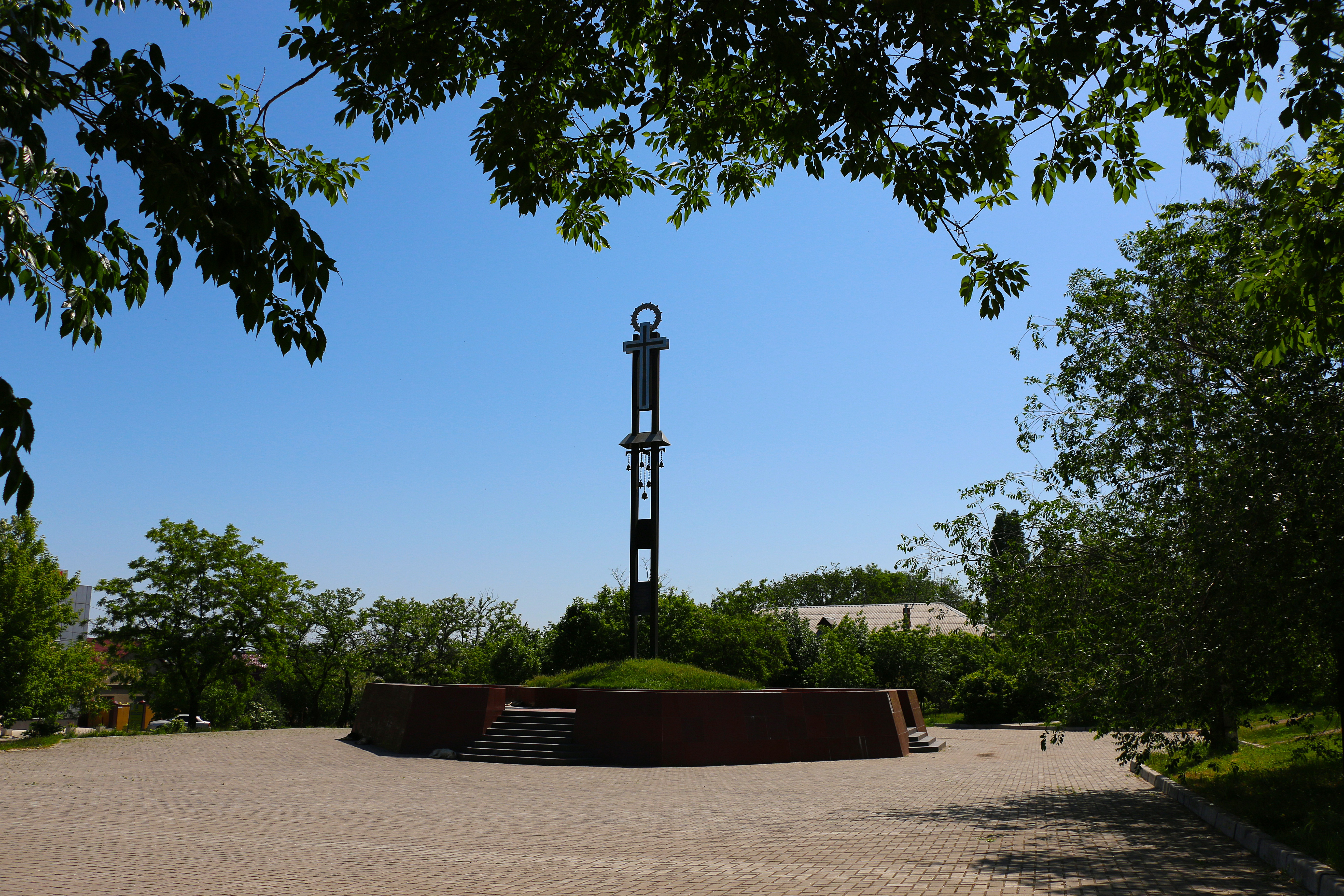
Загальний вид (травень 2015)
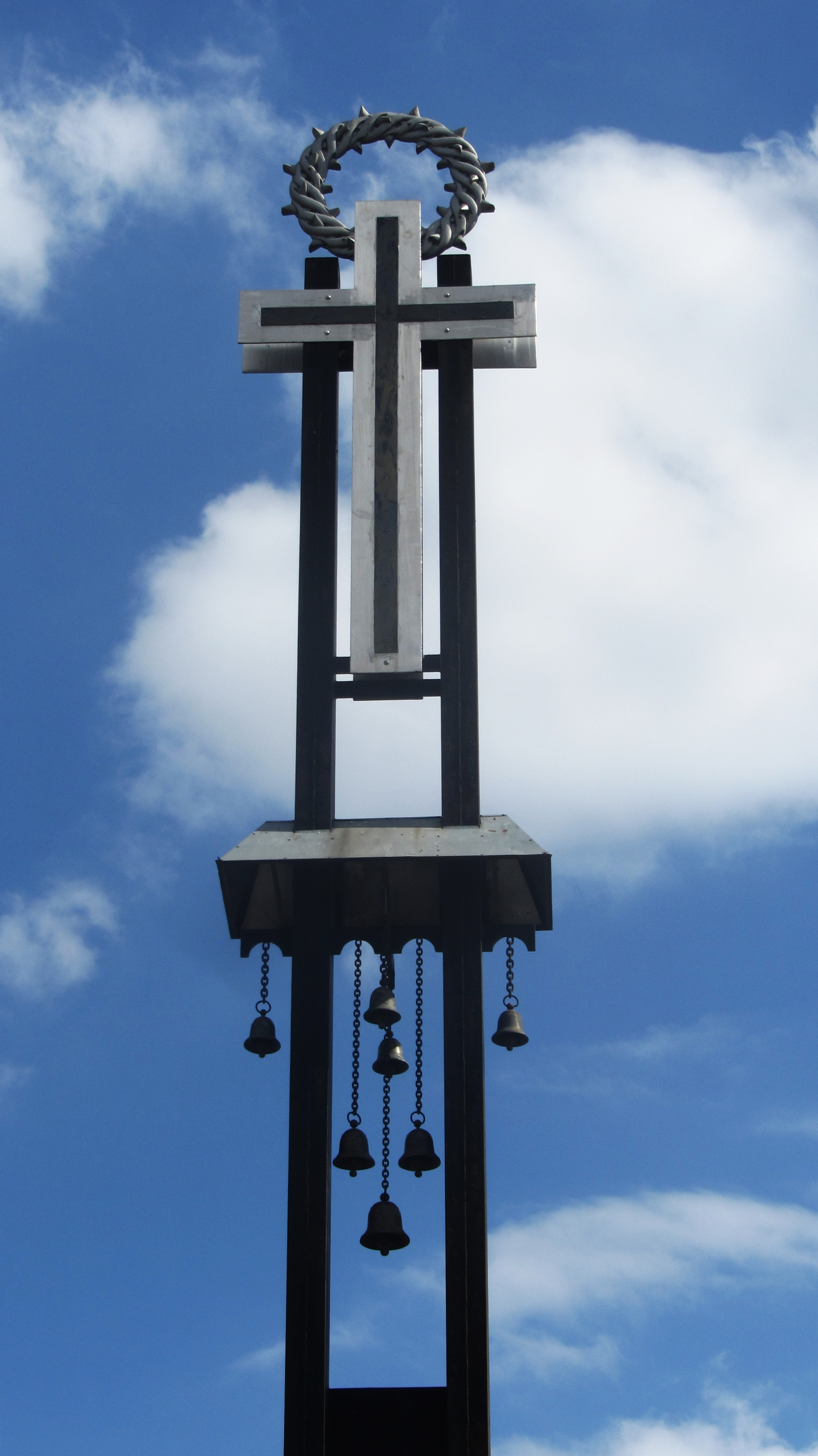
Деталь (вересень 2015)
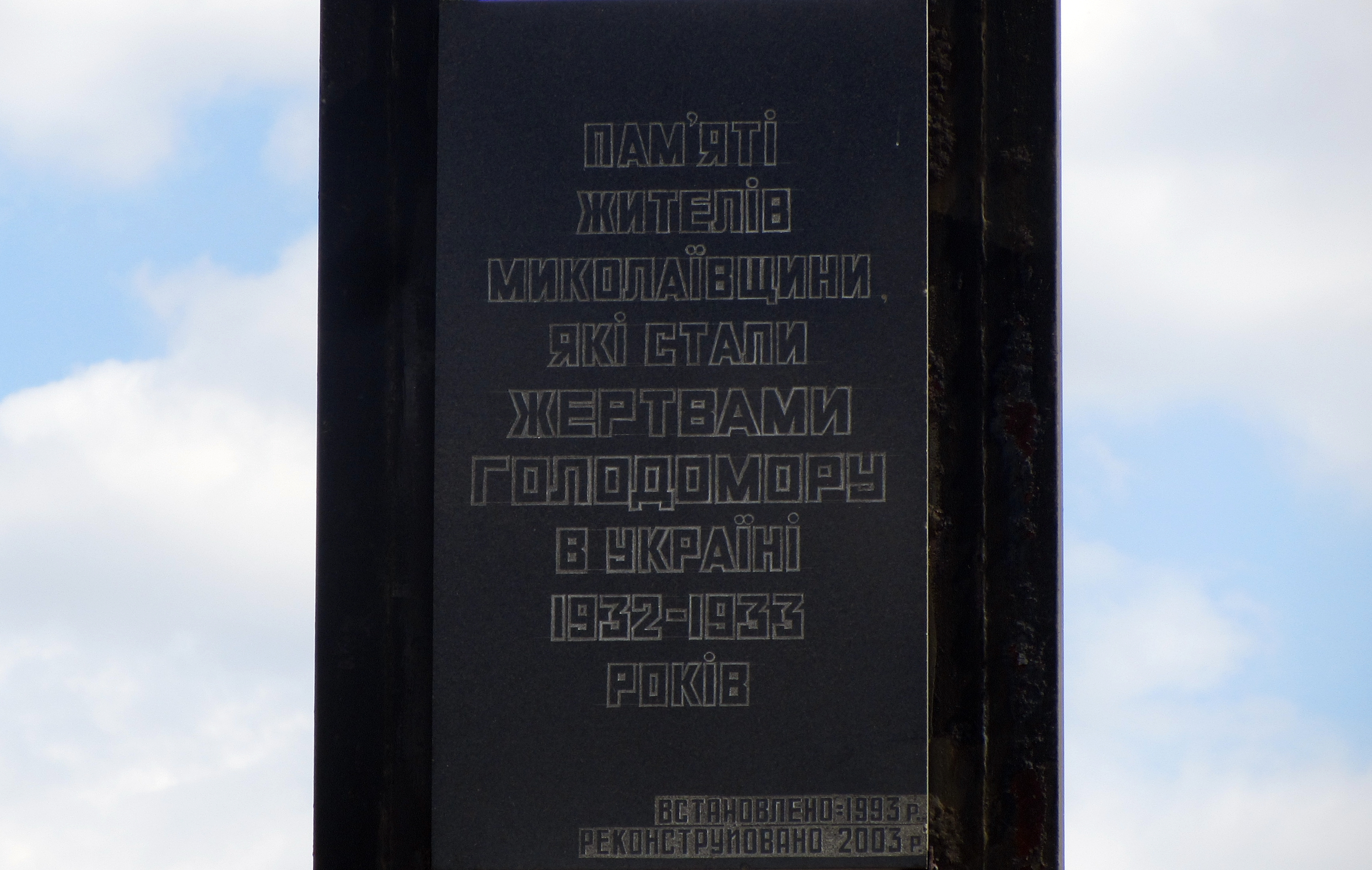
Деталь (вересень 2015)
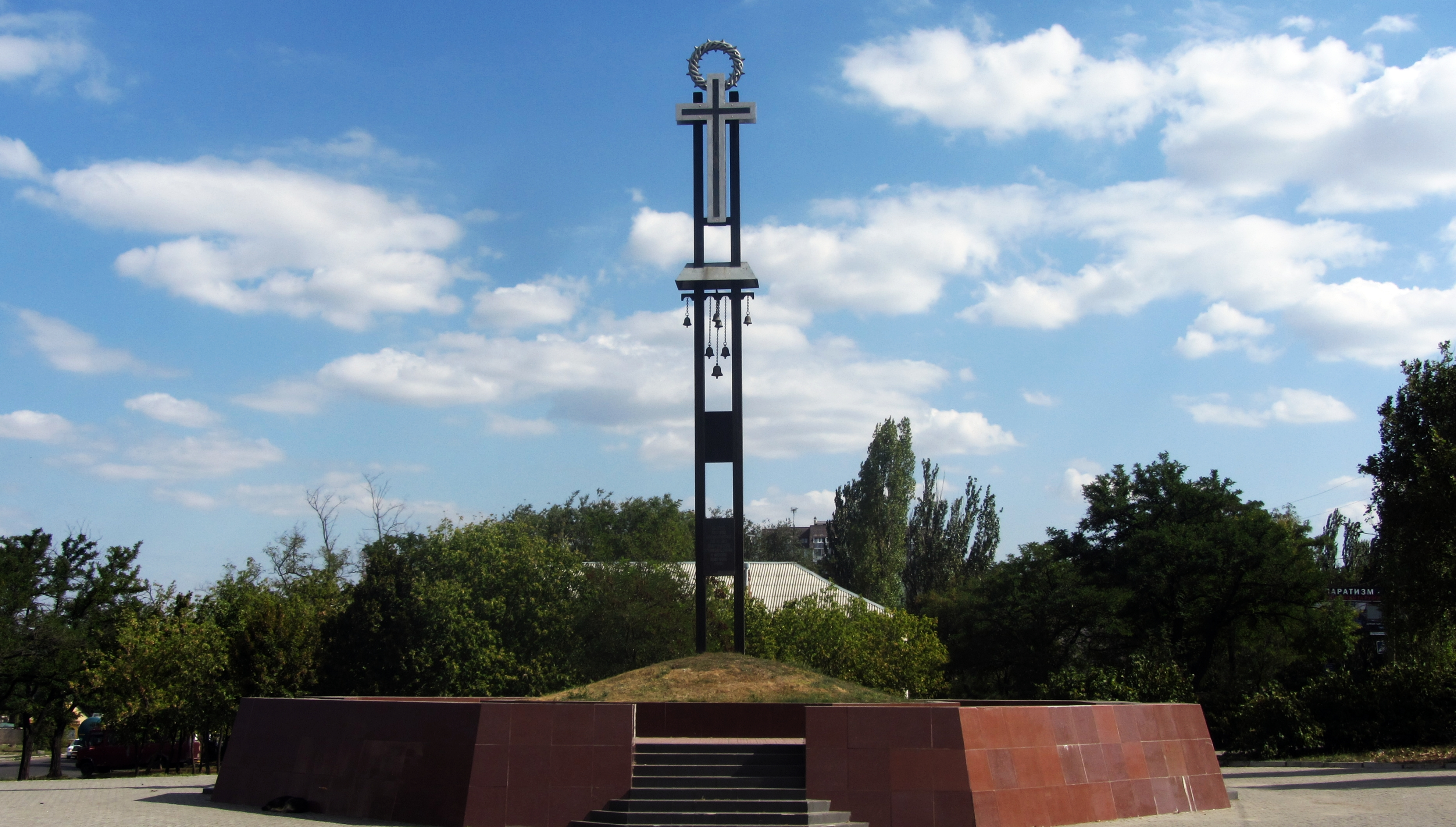
Вид зблизька (вересень 2015)